# Limnichus micraspis
Limnichus micraspis är en skalbaggsart som beskrevs av Champion 1923. Limnichus micraspis ingår i släktet Limnichus och familjen lerstrandbaggar. Inga underarter finns listade i Catalogue of Life.